# ارول تاش
اِرول تاش (ترکی استانبولی: Erol Taş؛ ۲۸ فوریهٔ ۱۹۲۸ – ۸ نوامبر ۱۹۹۸) یک هنرپیشه اهل ترکیه بود. وی بین سال‌های ۱۹۵۷ تا ۱۹۹۸ میلادی فعالیت می‌کرد و در ۲۲۰ فیلم سینمایی بازی کرد. این هنرمند در سال ۱۹۶۴ با بازی در فیم سینمایی «تابستان خشک»، موفق به دریافت جایزهٔ خرس طلایی از چهاردهمین جشنواره بین‌المللی فیلم برلین شد.